# Svetlana Krioutchkova (actrice)
Pour les articles homonymes, voir Krioutchkova.
Svetlana Krioutchkova (en russe : Светлана Николаевна Крючкова), née le 22 juin 1950 à Chișinău (RSS de Moldavie, Union soviétique), est une actrice soviétique puis russe.

## Biographie
En 1969, Svetlana Krioutchkova entre à l'École-studio du Théâtre d'Art académique de Moscou, jusqu'en 1973. Pendant deux ans elle joue au théâtre d'art de Moscou, puis au théâtre Tovstonogov.
Au cinéma et à la télévision Krutchkova a joué environ 90 rôles.
En 2005-2009, Svetlana Krutchkova animait le jeu télévisé intellectuel K Doské (К доске!) sur Pétersbourg TV-5.

## Filmographie partielle
- 1975 : La Prime (Премия) de Sergueï Mikaelian : la grutière
- 1975 : C'est impossible (Не может быть!) de Leonid Gaïdaï
- 1975 : Autrefois à Pochekhonie (Пошехонская старина) de Natalia Bondartchouk, Nikolai Bourliaev, Igor Khoutsiev
- 1976 : Le Fils aîné (Старший сын) de Vitali Melnikov : Natalia, voisine (téléfilm)
- 1977 : Le Mariage (Женитьба) : Agafia Tikhonovna, la fiancée
- 1980 : Les aventures de Sherlock Holmes et du docteur Watson (Приключения Шерлока Холмса и доктора Ватсона) d'Igor Maslennikov : la femme de chambre
- 1981 : La Parentèle (Родня) de Nikita Mikhalkov : Nina
- 1983 : L’Épouvantail (Чучело) de Rolan Bykov : Klava, coiffeuse
- 1988 : La Vie de Klim Samguine (Жизнь Клима Самгина) de Viktor Titov : Lyubov Somova (série télévisée en quatorze parties)
- 1989 : Ono (Оно) de Sergueï Ovtcharov
- 1989 : Wagon lit (СВ. Спальный вагон) de Vladimir Khotinenko et Violetta Sedova
- 1990 : La Chasse royale (Царская охота) de Vitali Melnikov : Catherine II
- 1994 : Soleil trompeur (Утомлённые солнцем) de Nikita Mikhalkov : Mokhova
- 1994 : L'Inondation (Наводнение) d'Igor Minaiev
- 2009 : Enterrez-moi sous le carrelage (Похороните меня за плинтусом) de Sergueï Snejkine  : grand-mère
- 2009 : Une pièce et demie (Полторы комнаты) d'Andreï Khrjanovski : Anna Akhmatova
- 2012 : L'Admiratrice (Поклонница)
- 2013 :  Sherlock Holmes (Шерлок Холмс) d'Andreï Kavoune : la reine Victoria (série télévisée)

## Décorations
- 1990 : prix Nika du meilleur second rôle pour les films Ono, Vagon lit et La Chasse royale (La Chasse tsariste)
- 2009 : médaille Pouchkine [3]
- 2009 : meilleur rôle féminin attribué lors de la 17e édition du Festival du cinéma russe à Honfleur pour le film Enterrez-moi sous le carrelage (Похороните меня за плинтусом), 2009, de Sergueï Snejkine (ru)
- 2010 : prix du Gouvernement de Saint-Pétersbourg pour les mérites au domaine de la cinématographie[4]
- 2010 : prix Nika de la meilleure actrice pour Enterrez-moi sous le carrelage
- 2018 : ordre de l'Amitié[5]
- 2020 : prix Stanislavski pour l'ensemble de sa carrière lors du Festival international du film de Moscou 2020[6]